# Basilianus tuberculosus
Basilianus tuberculosus es una especie de coleóptero de la familia Passalidae.

## Distribución geográfica
Habita en la Península de Malaca (Asia).